# Maserati Birdcage

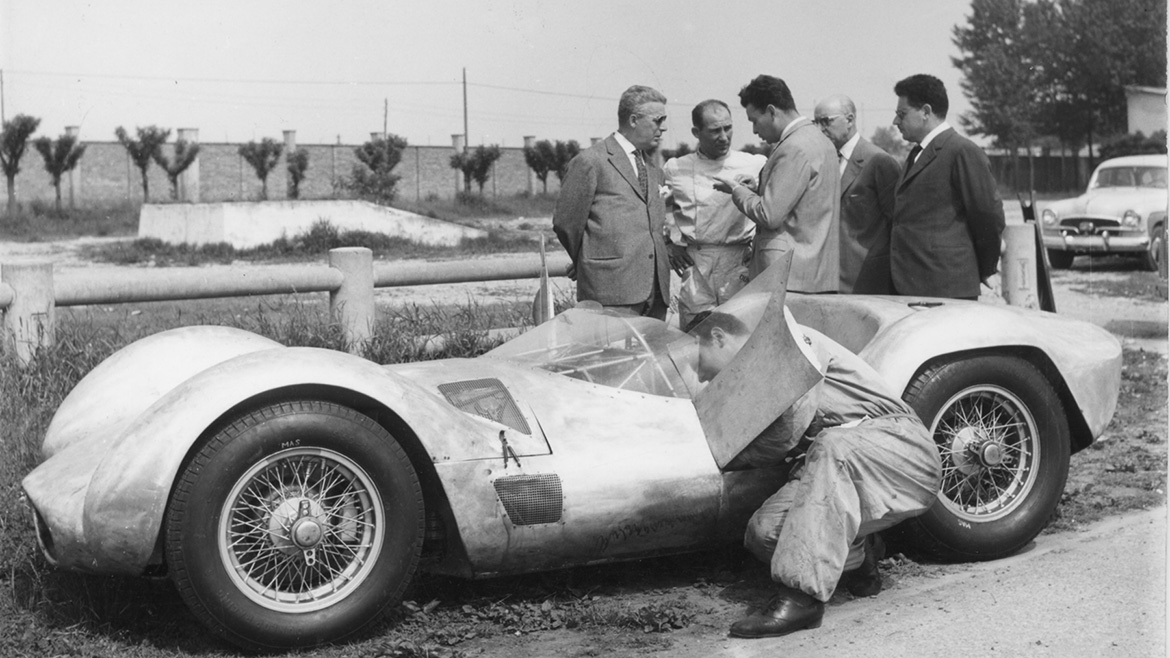
La Tipo 61 de Stirling Moss en 1960.

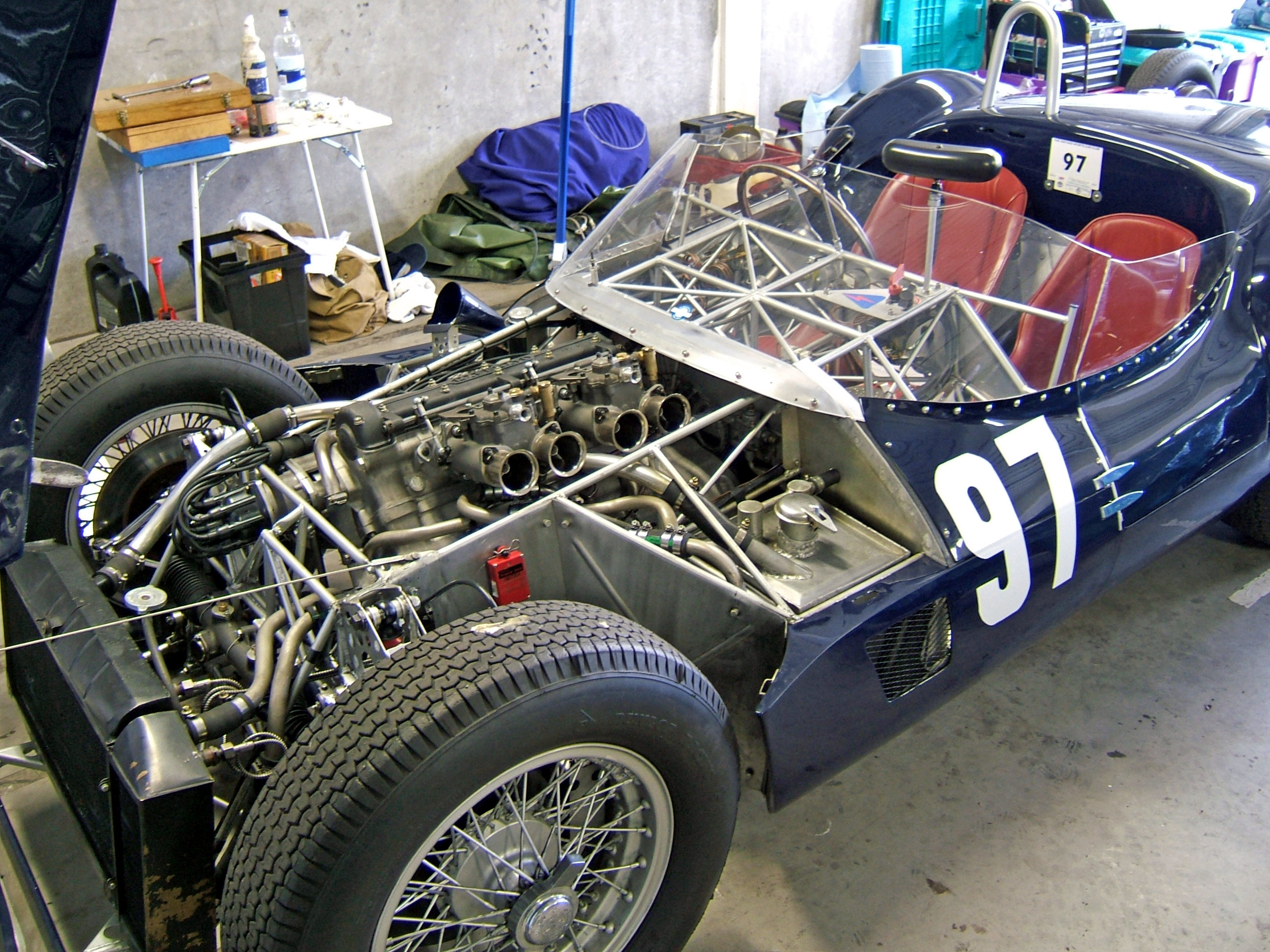
Vue du châssis tubulaire de la Tipo 61 Birdcage.

La Maserati Birdcage (ou « cage à oiseaux ») est une voiture de course du constructeur italien Maserati. Elle était nommée ainsi à cause de son châssis multitubulaire très léger, réalisé en petits tubes d'aluminium soudés (plus de 200 tubes). Le poids de celui-ci était de l'ordre de 30 kg.
En fait, son concepteur l'ingénieur Giulio Alfieri étudia plusieurs modèles, tous étaient équipés d'un même type de châssis.

## Tipo 60
La Tipo 60 était équipée d'un moteur quatre cylindres de 2 litres développant 200 ch, placé à l'avant et incliné à 45°. Freins à disques à l'avant et à l'arrière.
- Vitesse max : 270 km/h
- Poids total : 575 kg

Avec ce modèle, Stirling Moss, engagé officiellement par Officine Alfieri Maserati, remporta le Grand-Prix Delamare Deboutteville à Rouen le 12 juillet 1959. Elle fut rapidement remplacée par la Tipo 61.

## Tipo 61

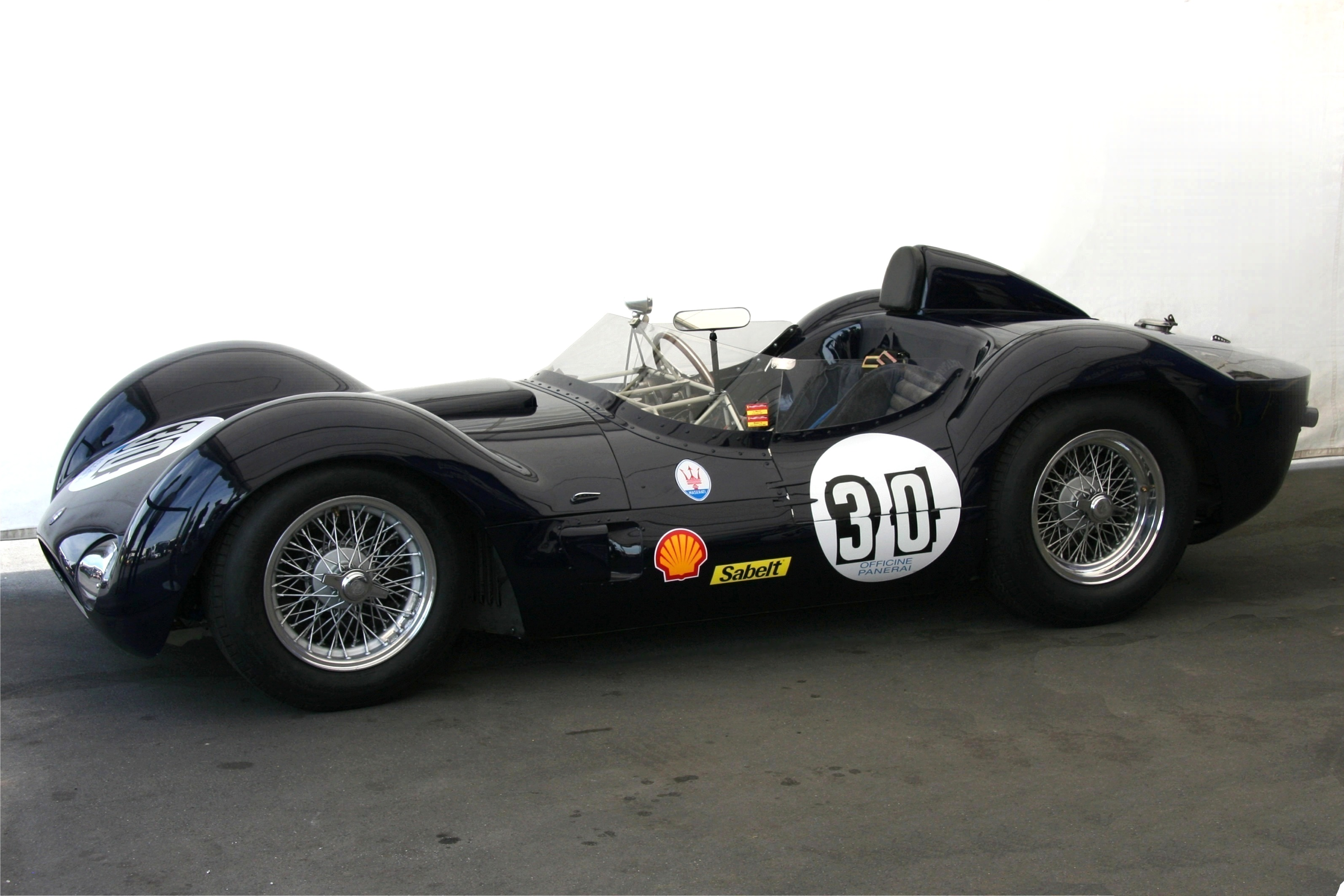
Une Maserati Tipo 61.

La Tipo 61 était équipée d'un moteur quatre cylindres de 2,9 litres développant 250 ch, lui aussi placé à l'avant, incliné à 45°. Vingt-trois exemplaires des types 60 et 61 ont été construites en 1961.
- Vitesse max : 285 km/h
- 0 à 100 km/h : 5 secondes
- Longueur : 3 800 mm
- Largeur : 1 500 mm
- Hauteur : 1 000 mm
- Empattement : 2 200 mm
- Suspension indépendante à l'avant
- Pont de Dion à l'arrière
- Poids total : 600 kg

Le quatre cylindres de deux litres à l'origine provenait du modèle précèdent Tipo 52, il est réalésé sur la Tipo 61. Les essieux sont ceux de la 250F.
Ce modèle a été largement utilisé par l'équipe Camoradi (USA) pour différentes courses aux États-Unis, en Argentine et en Europe. Des pilotes prestigieux ont participé aux succès de cette équipe : comme Stirling Moss, Dan Gurney, Carroll Shelby, Nino Vaccarella, Jo Bonnier, ou Graham Hill.

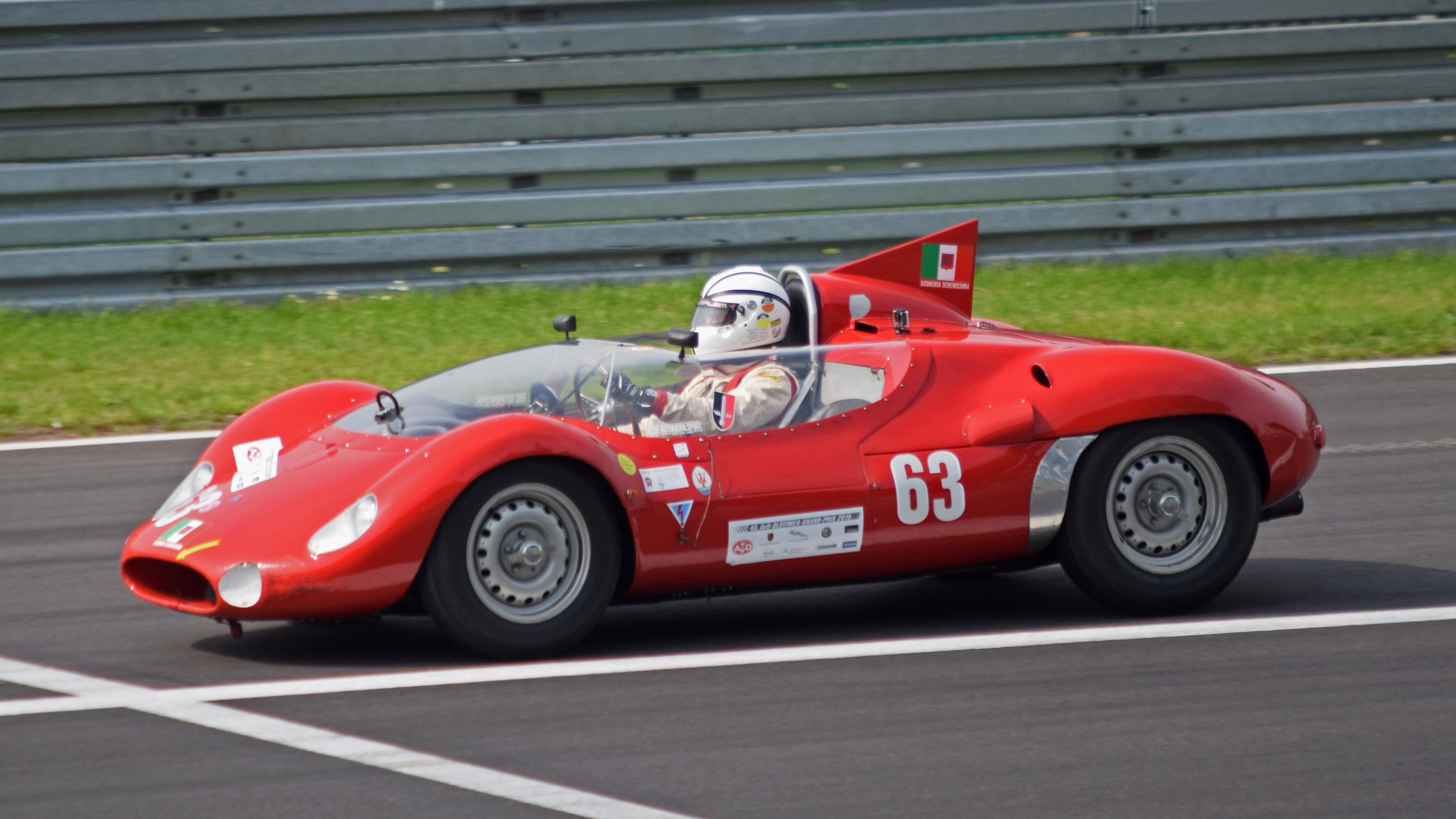
Une Tipo 63.

## Tipo 63
La Tipo 63 était équipée du moteur douze-cylindres de 3 litres de la 250F placé en position centrale, incliné à près de 60°. Sept voitures de ce type ont été construites en 1961.

## Tipo 64
La Tipo 64 était équipée du moteur douze-cylindres de 3 litres de la 250F placé en position centrale, incliné à près de 60°. Le dessin du châssis a été revu pour en optimiser le poids. Ceci a donné une structure encore plus compliquée. Le surnom de la voiture devint « Supercage. » Deux voitures de ce type ont été construites en 1962.

## Tipo 65
La Tipo 65 était équipée d'un moteur huit-cylindres de 5 litres de 430 ch placé en position centrale. Le châssis était celui de la « Supercage ». La vitesse de pointe avoisinait les 350 km/h. Une seule voiture de ce type a été construite en 1963.